# Слава Рачева
Слава Димитрова Ра̀чева е българска актриса в кукления театър.

## Ранен живот
Родена е в град София на 23 април 1938 г. От 1954 до 1964 г. пее в Хора на софийските девойки. От 1955 г. е актриса в Централния куклен театър в София. Завършва ВИТИЗ „Кръстьо Сарафов“ със специалност актьорско майсторство за драматичен театър при професор Кръстьо Мирски и Моис Бениеш през 1971 г.

## Кариера
В своята кариера има над 80 роли в театъра. Също така участва в различни радио поредици и пиеси. В периода 1992–1997 г. е директор на Кукления театър в София.
През 1961 г. създава образа на куклата Педя човек - лакът брада, герой от телевизионната рубрика „Лека нощ, деца“. Озвучава и дублира игрални и анимационни филми за деца и записва приказки на грамофонни плочи. На 24 април 2011 г. Педя човек – лакът брада навършва 50 години от съществуването си в телевизионния ефир. След любимата поредица, гласът на куклената актриса става толкова популярен, че я канят в много телевизионни детски програми, като „Кукленият град“ (1964).
Рачева понякога се занимава и с дублаж на филми и сериали.

## Отличия и награди
- На 8 юни 2009 г. е удостоена с орден „Св. св. Кирил и Методий“ с огърлие „за особено значимите ѝ заслуги за развитието на културата и изкуството“.[2]

## Роли в театъра
Слава Рачева изпълнява множество роли в кукления театър, по-значимите от тях са:
- Макс – „Макс и Мориц“ по Вилхелм Буш
- Бабата – „Рибарят и златната рибка“ по Александър Пушкин
- Мечо Пух – „Мечо Пух“ по Алекзандър Алън Милн
- Магаренцето – „Разсърдените букви“ от Рада Москова

## Филмография
- La strana storia di Olga O. (1995)
- Пътят на музикантите (1985)

## Звукороли и участия в звукозаписи
Актрисата участва в множество учебни магнетофонни и касетофонни записи, както и поредица драматизации, записани на плочи.
- „Да послушаме и се посмеем“ (1987) (Учтехпром)
- „Мигове на радост“ (1985) (Учтехпром)

## Роли в дублажа

### Войсоувър
- „Том и Джери“ (дублаж на БТ)

### Нахсинхрон
- „101 далматинци“ – Лелята, 1998 – 2000
- „Братът на мечката“ – Мечка-вдовица, 2003
- „Камбанка и спасяването на феите“ – Г-жа Пъркинс, 2010
- „Малката русалка“ – Карлота, 2006
- „Спящата красавица“ – Флора, 2008
- „Тарзан 2“ – Мама Ганда, 2005